# Peter Freese

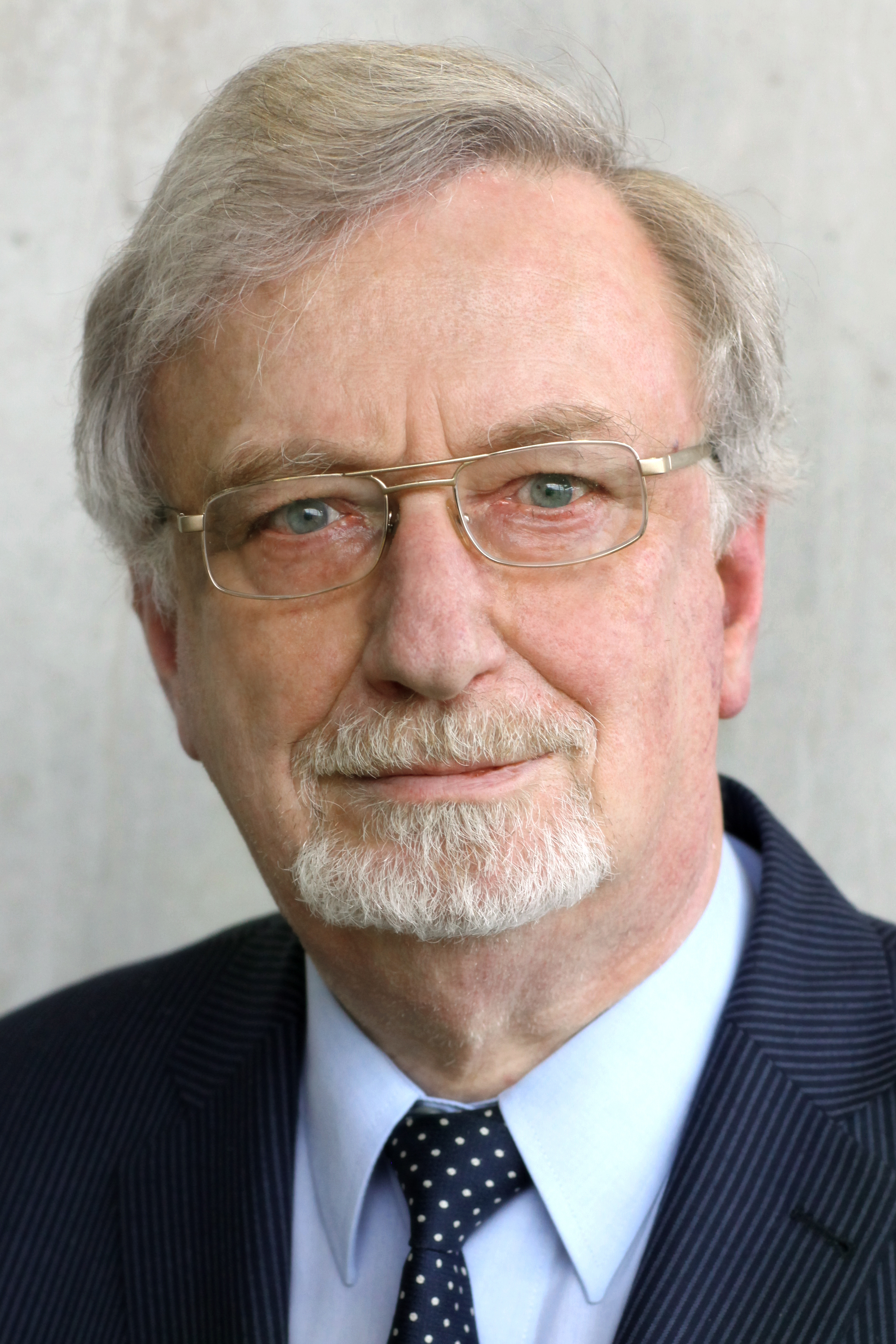
Peter Freese 2013

Peter Freese (* 10. März 1939 in Bremen; † 13. August 2020 in Paderborn) war ein deutscher Amerikanist und Literaturwissenschaftler.

## Leben
Nach dem Abitur in Heide 1959 studierte Freese an den Universitäten Kiel, Heidelberg und Reading (GB) mit einem Stipendium der Studienstiftung des Deutschen Volkes und einem British Council Scholarship. 1966 schloss er sein Staatsexamen in Englisch, Deutsch, Pädagogik und Philosophie mit Auszeichnung ab und wurde 1970 in Kiel mit summa cum laude zum Dr. phil. in Amerikanistik promoviert. 1971 wurde er, noch vor dem Abschluss seiner Habilitation, auf eine a.o. Professur an der PH Kiel berufen. 1973 wechselte er auf die o. Professur für Englische Literatur und Fachdidaktik an der PH Münster, 1979 übernahm er den neu geschaffenen Lehrstuhl für Amerikanistik an der Universität Paderborn, den er bis zu seiner Emeritierung 2005 innehatte.
Über seine Lehrtätigkeit hinaus war Freese an der Universität Paderborn Dekan des Fachbereichs Sprach- und Literaturwissenschaften, Prorektor für Lehre und Studium (1983–1987) und Mitglied des Senats (1989–2004). Als Senatsbeauftragter für internationale Beziehungen (1983–2006) initiierte er die ersten siebzehn Austauschprogramme der Universität Paderborn und gründete die Summer School für Paderborner Studierende aller Fächer an der Illinois State University, die 2017 zum 31. Mal durchgeführt wurde. Er war der Gründungspräsident des Paderborner Zentrums für Kulturwissenschaften, von 1998 bis 2004 Gründungsmitglied des DFG-geförderten Graduiertenzentrums zu „Reiseliteratur und Kulturanthropologie“ und von 2000 bis 2004 gewählter Gutachter der DFG für das Fach Amerikanistik. Er war Beiratsmitglied der Deutschen Gesellschaft für Amerikastudien (1981–89 und 1996ff.), Redaktionsmitglied der Amerikastudien (1983–99), und von 1993 bis 1996 Präsident der DGfA. Er war viele Jahre Mitglied der Auswahlgremien der Studienstiftung des deutschen Volkes und Leiter verschiedener Ferien-Akademien. Von 1989 bis 2013 war er Vertrauensdozent der Fulbright-Kommission. Von 2005 bis zu seinem Tod war er Präsident der von ihm gegründeten Paderborner Ehemaligenvereinigung Paderborn Alumni e. V.
1978 war Freese Gastprofessor an den Trinity and All Saints Colleges in Leeds; 1988 Fellow in Residence am Claremont McKenna College; 1988 Gastprofessor an der Illinois State University und 1991 DAAD-Gastprofessor an der Eötvös-Loránd-Universität in Budapest. Längere Forschungsaufenthalte absolvierte er an der University of California, L.A., der University of Indiana in Indianapolis und der Lock Haven University, Pennsylvania. 1981 war er Mitglied des International American Studies Curriculum Workshop am Smithsonian Institute in Washington D. C. und 1984 Gast der amerikanischen Regierung im Rahmen des International Visitors Program. 1996 leitete er eine internationale Delegation der Eisenhower Foundation zur Wahlbeobachtung in New York, Boston und Washington; 2000 und 2002 leitete er Fortbildungskurse für deutsche Lehrkräfte in New York und San Francisco.
Freese wurde 1981 zum Ehrenbürger von Tennessee und 1983 zum Kentucky Colonel ernannt. 1990 wurde er Ehrenmitglied von Phi Beta Delta. 1999 erhielt er von Senator Daniel Patrick Moynihan für seine “outstanding contributions to German-American understanding” eine Flagge vom US-Capitol. 2000 erhielt er die Ehrendoktorwürde der Lock Haven University of Pennsylvania und das Bundesverdienstkreuz am Bande. 2004 verlieh ihm die Universität Dortmund seinen zweiten und 2015 die Universität Duisburg-Essen seinen dritten Ehrendoktortitel. 2010 erhielt er den „Preis für das Lebenswerk“ von den vereinigten studentischen Fachschaften der Fakultät für Kulturwissenschaften, 2013 durfte er sich in das Goldene Buch der Stadt Paderborn eintragen und 2013 ernannte ihn die Deutsche Gesellschaft für Amerikastudien zum Ehrenmitglied. 1999, 2005 und 2009 erhielt er jeweils eine Festschrift.

## Forschungsschwerpunkte
Freeses Schwerpunkte waren der amerikanische Roman und die Short Story des 19. und 20. Jahrhunderts, die amerikanische Kulturgeschichte, Popular Culture Studies, das Verhältnis von Literatur und Naturwissenschaften sowie die Literatur- und Kulturdidaktik.

## Publikationen (Auswahl)
- Die Initiationsreise: Studien zum jugendlichen Helden im modernen amerikanischen Roman (1971; unverändert nachgedruckt 1998)
- Die amerikanische Kurzgeschichte nach 1945 (1974)
- Hg.: Die amerikanische Short Story der Gegenwart: Interpretationen (1976)
- Hg.: mit L. Hermes, Der Roman im Englischunterricht der Sekundarstufe II (1977; 2. erw. Aufl. 1981)
- Ed.: Growing up Black in America: Stories and Studies of Socialization (1977; 6th enl. ed. 1987) + Teacher’s Book (1978; 2nd ed. 1979)
- Hg.: mit H. Groene und L. Hermes, Die Short Story im Englischunterricht der Sekundarstufe II (1979; 2. Aufl. 1983)
- Ed.: Bernard Malamud, ‘The Assistant’ (1982; 3rd ed. 1988) + Teacher’s Book (1983)
- Ed.: with M. Pütz, Postmodernism in American Literature: A Critical Anthology (1984)
- Ed.: The American Short Story I: Initiation (1984; 4th ed. 1995) + Teacher’s Book (1987)
- Ed.: Teaching Contemporary American Life and Literature in the German Advanced EFL-Classroom (1985)
- Ed.: Religion and Philosophy in the United States of America, 2 Bände (1987)
- Surviving the End: Beyond Apocalypse and Entropy in American Literature (1988)
- ‘America’: Dream or Nightmare? Reflections on a Composite Image (1990; 3rd enl. ed. 1994)
- Ed.: Germany and German Thought in American Literature and Cultural Criticism (1990)
- The Ethnic Detective: Chester Himes, Harry Kemelman, Tony Hillerman (1992)
- Ed., with M. Porsche, Popular Culture in the United States (1994)
- Ed., From Melting Pot to Multiculturalism: ‘E pluribus unum’? (1994; 7th enl. ed. 2004; new edition 2005; 5th ed. 2018) + Resource Book (1994; 5th ed. 2002; new edition 2005)
- Hg., Growing up in a Multicultural Society: Nine American Short Stories (1995; 9th ed. 2011)
- Ed., The American Dream: Humankind’s Second Chance? (1996; 8th ed. 2004; new edition 2005; 5th ed. 2010; edition plus 2011; 3rd ed. 2018) + Resource Book (1996; 5th ed. 2002; new edition 2005; 2nd ed. 2007; edition plus 2012; 4th ed., 2018)
- From Apocalypse to Entropy and Beyond: The Second Law of Thermodynamics in Post-War American Fiction (1997)
- Ed. Viewfinder Special (1998; 9th ed. 2006; new edition 2007; 2nd ed. 2009) + Teacher’s Book (1998; 3rd ed. 2000; new edition 2008; 2nd ed. 2008)
- Ed., Stories of the South (1998, 7th ed. 2009)
- Ed., New York Stories (1998, 8th ed. 2012)
- The American Short Story: Collected Essays (1999; 2nd ed. 2001)
- Ed., Americans in Europe (2001; 3rd ed. 2002)
- Teaching ‘America’: Selected Essays (2002)
- Ed. with Charles B. Harris, Science, Technology, and the Humanities in Recent American Fiction (2004)
- Ed. with Charles B. Harris, The Holodeck in the Garden: Science and Technology in Contemporary American Fiction (2004; 2nd ed.2006)
- Ed., Stories of the West (2006)
- The Clown of Armageddon: The Novels of Kurt Vonnegut (2009)
- Ed. New York: The Big Apple (2010; 2nd ed. 2012) + Resource Book (2011)
- Hg. 40 Jahre Universität Paderborn (2012)
- Ed. The ‘Journey of Life’ in American Life and Literature (2015)
- America(n) Matters: Selected Essays (2018)

## Herausgeber
- TEAS: Texts for English and American Studies (1977-91): 40 Bände
- AzA: Arbeiten zur Amerikanistik (seit 1986): 41 Bände
- Viewfinder (seit 1994): 76 Bände
- PUR: Paderborner Universitätsreden (seit 1984): 147 Hefte.